# フォート・アムステルダム

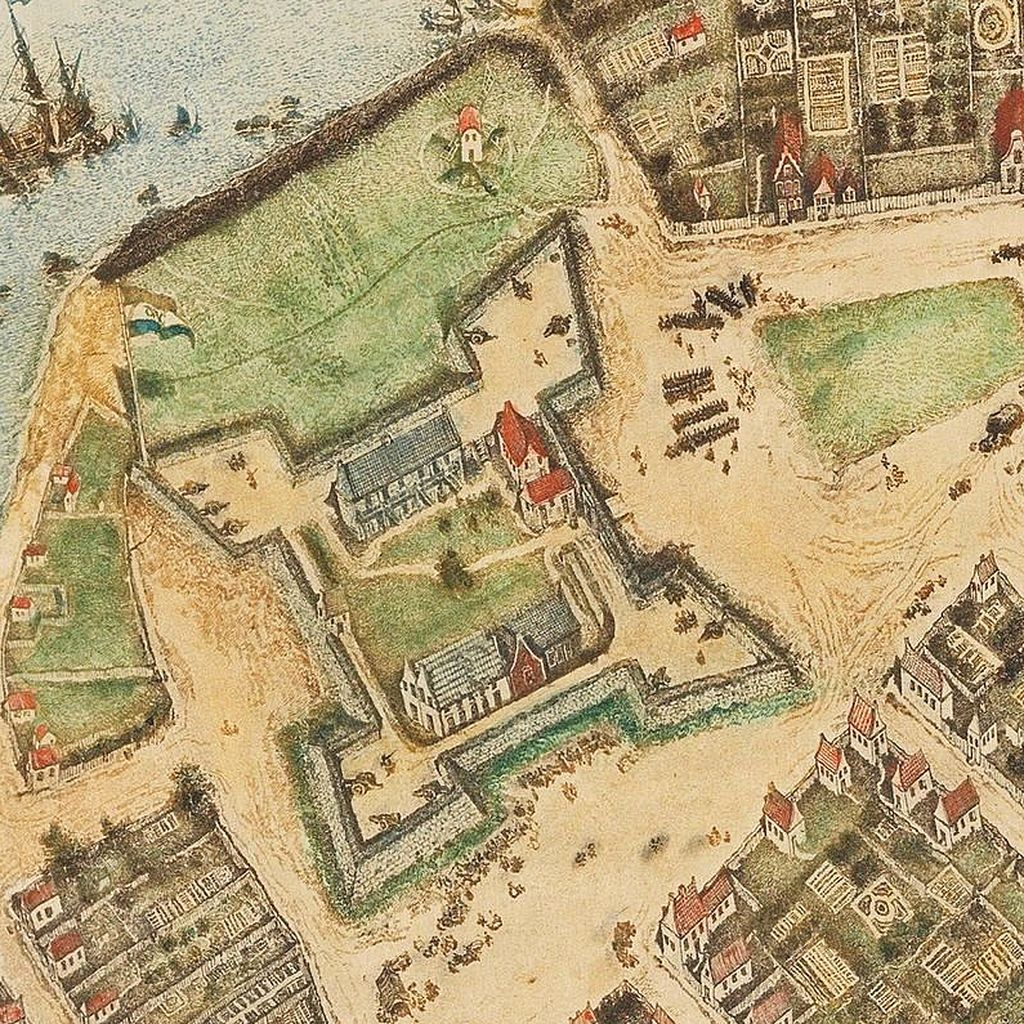
フォート・アムステルダム（1660年）

フォート・アムステルダム、アムステルダム砦（アムステルダムとりで、Fort Amsterdam）は、かつてニューヨーク・マンハッタンにあった要塞。
1625年からアメリカ独立戦争後に解体される1790年まで、オランダやイギリスによる植民地行政の拠点であった、フォート・アムステルダムとして建設された後、フォート・ジェームズ (Fort James)、 フォート・ウィレム・ヘンドリック (Fort Willem Hendrick)、 再びフォート・ジェームズ、 フォート・ウィリアム・ヘンリー (Fort William Henry)、 フォート・アン (Fort Anne)、 フォート・ジョージ (Fort George) と呼称は変更された。
アメリカ独立戦争時のロングアイランドの戦いでは、この砦と、イギリス軍側のガバナーズ島の砲座との間で砲火が交えられるなど、幾多の戦闘の結果、砦の支配者は8回交代した。
この砦の建設は、ニューヨーク市章に記されたニューヨークの公式創設年（1625年）の根拠となっている。1683年10月には、ニューヨークの自治体の最初の集まりにあたる会合が、この砦で開催された。
砦の砲台があった一帯は、現在はバッテリー・パーク（「バッテリー」は「砲台」の意）と呼ばれる公園となっている。砦の跡地には、アレクサンダー・ハミルトン合衆国税関が建っており、現在は、国立アメリカ・インディアン博物館の一部であるジョージ・グスタフ・ヘイ・センター (George Gustav Heye Center) がこの建物に入っている。

## 歴史

### オランダによる支配：1625年 – 1664年

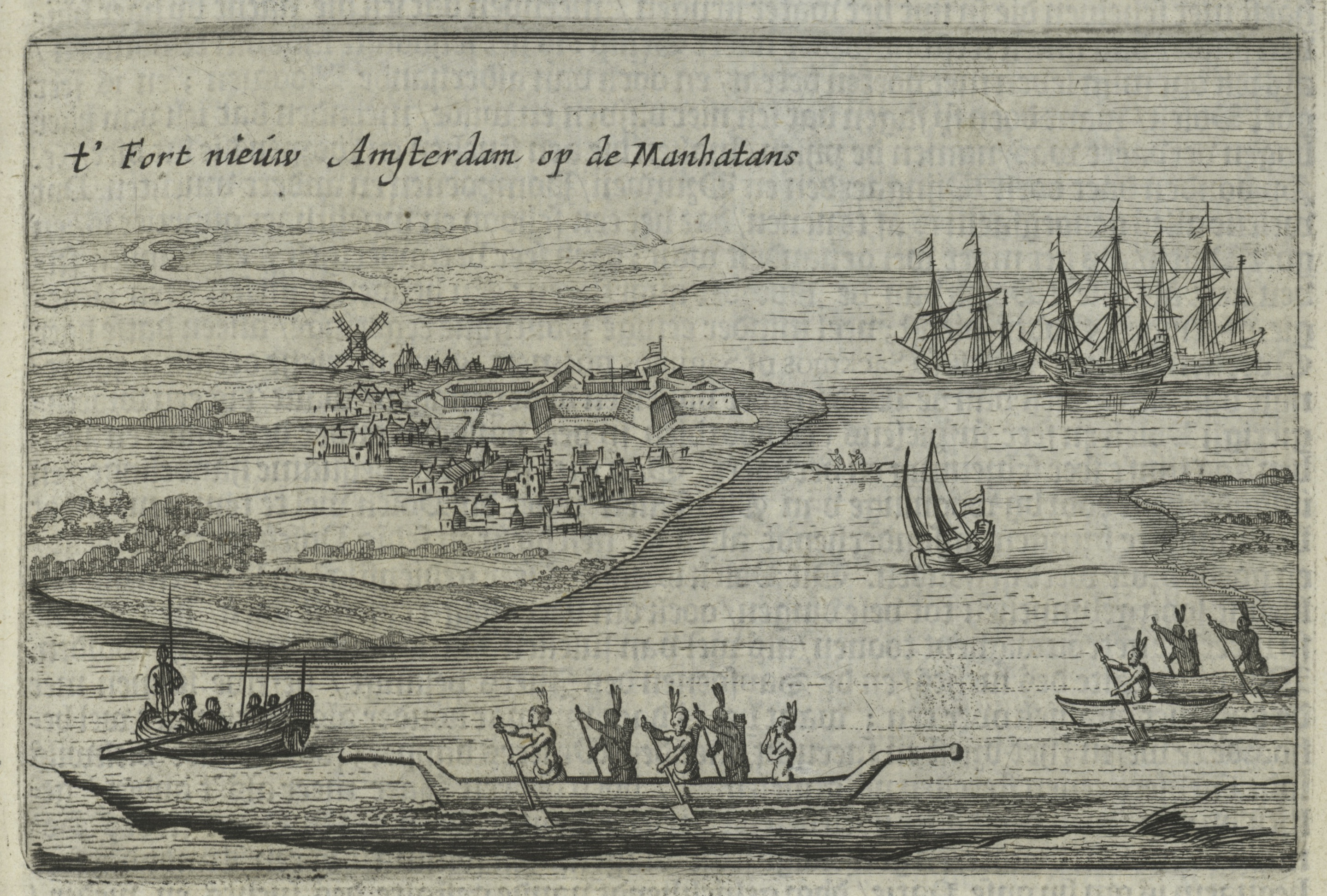
フォート・アムステルダムの図（1626年頃）

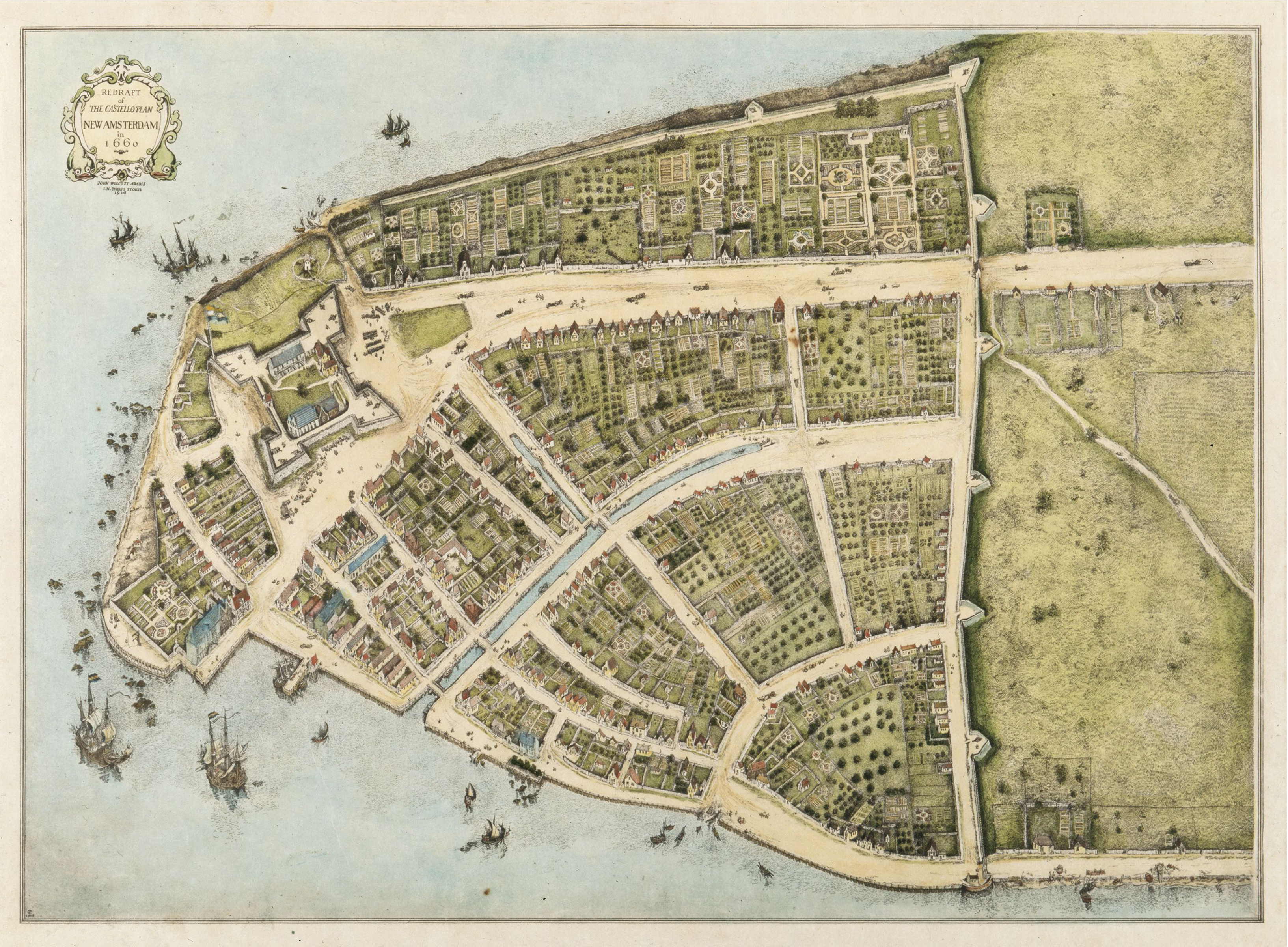
1660年のニューアムステルダムの地図「カステッロ・プラン」に基づいて1916年に作成された鳥瞰図。左手に砦が描かれている。

現在、アレクサンダー・ハミルトン合衆国税関が建っている砦の敷地は、現在のバッテリー・パークの場所が埋め立てられるまでは、海岸線に臨んでいた。
この砦は、ニューアムステルダム入植地の中核であり、ハドソン川流域のオランダ（ネーデルラント連邦共和国）領ニューネーデルラント植民地を、イングランドやフランスの攻撃から護る使命をもっていた。
1620年ころ、オランダ東インド会社は、イングランド人建築家イニゴー・ジョーンズに、港湾を護る要塞の設計を委嘱した。ジョーンズは、石と石灰岩で築き、堀に囲まれ、大砲で護られた、星形要塞の平面図を添えて、返信の書簡を送った。ジョーンズは同社に、急ぐあまりに木製の砦を建設することはよくないと助言した。
砦の建設は1625年に着手されたが、指揮を執ったのは、ニューネーデルラント植民地の2代目の指導者ウィレム・ヴェアハルスト (Willem Verhulst) とその下で働いていた主任技師クライン・フレデリックス (Cryn Fredericks) であった。この年の年末までに、フレデリックは敷地の調査を終えた。フレデリックは、1626年11月に本国へ帰国した。当時のマンハッタンは、入植はほとんど進んでおらず、オランダ西インド会社の活動の大部分は、ビーバーの毛皮の交易を目的として、ハドソン川を遡った地域で展開されていた。
ジョーンズの書簡における要請にもかかわらず、砦の完成を急ぐ必要から、石造りの要塞という計画は放棄された。そのおもな要因としては、
- 北アメリカにおけるビーバーの交易を競っていたイングランドやフランスからの脅威が高まり、植民地の領有を主張する動きにもなっていたこと
- 毛皮交易も原因のひとつとなって、モホーク族とマヒカン族の争いがハドソンバレー上流部で激しくなっていたこと
- オランダ西インド会社が十分な収益を上げられず、石造の砦は出費が大きくなりすぎると考えられたこと
- 適切に石造の砦を造るために必要な技術を持った労働者も、天然資源も、調達できる状態になかったこと

などが挙げられる。

### イギリスによる支配：1664年 – 1673年

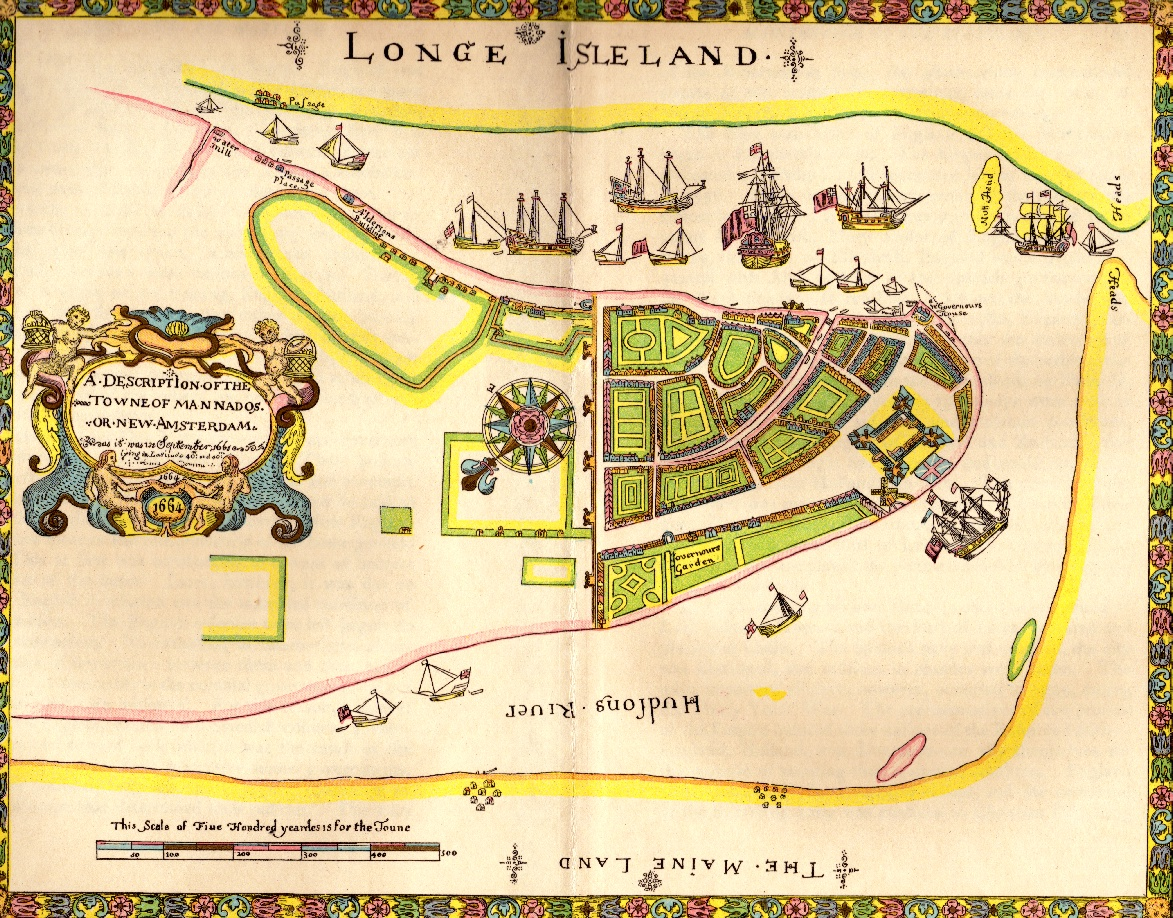
1664年のマンハッタンの地図。砦は右の方に描かれている。

1664年8月27日、やがて第二次英蘭戦争へと拡大していくことになる小競り合いの中で、オランダ勢は砲火を交えることなく砦とマンハッタンを放棄した。砦は、当時のイングランド王ジェームズ1世を讃えて、フォート・ジェームズと改称された。このとき、ニューアムステルダムは、ニューヨークと改称されたが、これはジェームズ王がもつ称号のひとつであるヨーク公爵位にちなむものであった。

### オランダによる支配：1673年 – 1674年
1673年8月、オランダは21隻の艦隊を送り込み、マンハッタンを再度占拠した。砦は当時のオランダ総督オラニエ公爵ウィレム（後の、イングランド王ウィリアム3世）を讃えて、フォート・ウィレム・ヘンドリックと改称された。このとき、ニューヨークは、ニューオラニエと改称された。オランダ勢による攻勢は、第三次英蘭戦争の一環であった。1674年、ウェストミンスター条約 (1674年)によってこの戦争は和睦し、砦とニューオラニエはイギリス側に返還され、オランダは現在のスリナム（オランダ領ギアナ）を獲得した。

### イギリスによる支配：1674年 – 1689年
イギリスは、この地域を再度「ニューヨーク」と名付け、砦の名もフォート・ジェームズに戻した。この間、1683年10月には、ニューヨーク総督 (the royal governor of New York) であった第2代リメリック伯爵トマス・ドンガン (Thomas Dongan, 2nd Earl of Limerick) が、ニューヨーク最初の議会を砦において開催した。ドンガンはまた、砦の南側に最初の大砲の砲台を設けた。

### 植民者による支配：1689年 – 1691年
1689年、ドイツ生まれの植民者ジェイコブ・ライスラーが、いわゆるライスラーの反乱によって砦を占拠し、民衆の直接代表による統治を行なった。一説によれば、富を貧者に分配する動きも見せたとされる。

### イギリスによる支配：1691年 – 1775年

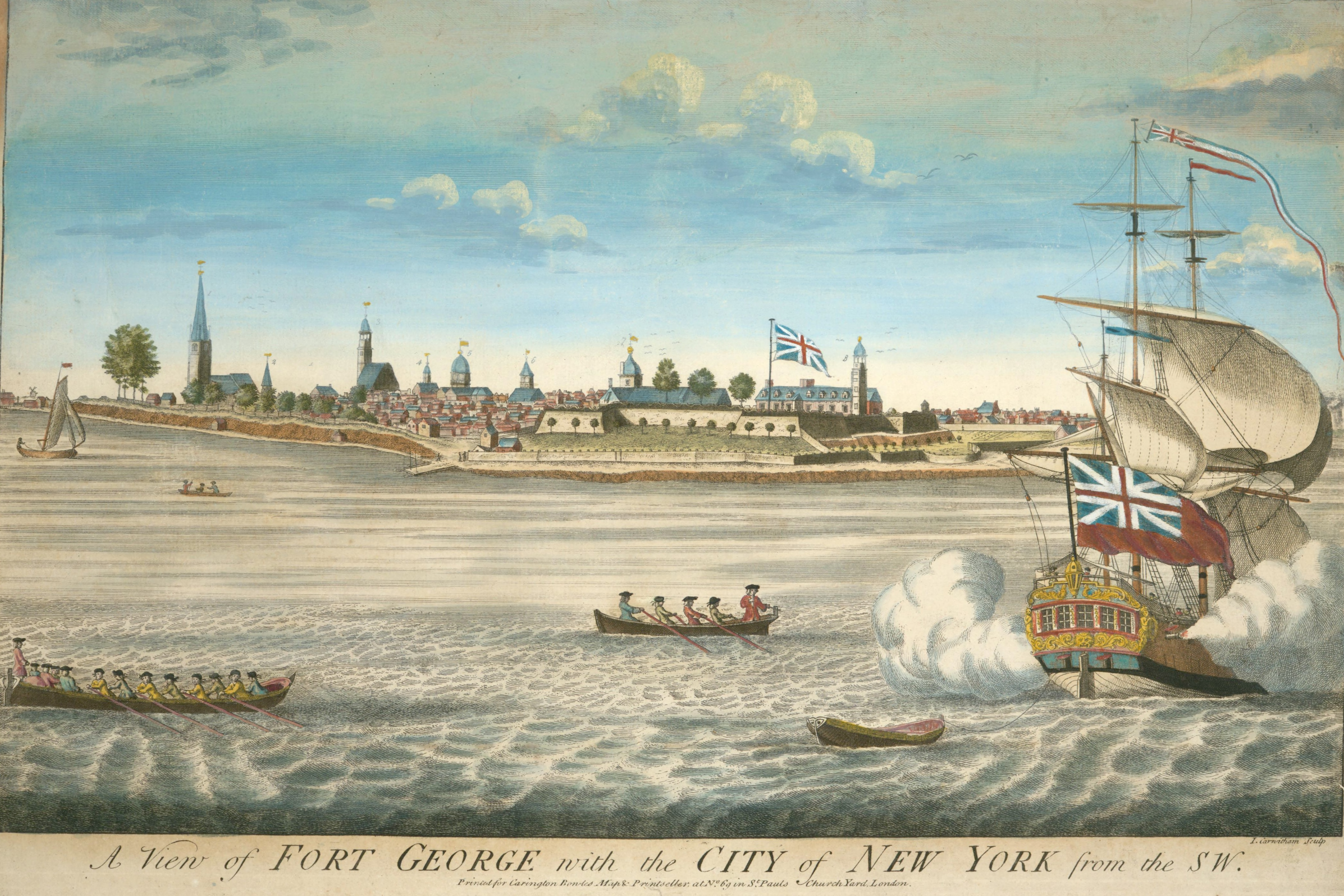
港から見たフォート・ジョージ。1730年代の版画。

ライスラーの支配は1691年に、イングランド国王ウィリアム3世が軍隊を送ったことで終わりを告げた。砦は、国王がかつてオランダ総督だったころにオランダ語名ウィレムにちなんで名が付けられたことがあった。その後、名誉革命によってイングランド王ジェームズ2世が追い落とされ、ウィリアム3世はイングランド国王となっていた。砦の名は、今度は英語でフォート・ウィリアム・ヘンリーと改称された。
砦の名は、その後のイギリスの君主の代替わりによって改称を重ね、アン女王にちなんでフォート・アンとなった後は、ジョージ諸王（ジョージ1世、ジョージ2世、ジョージ3世）にちなんでフォート・ジョージと呼ばれた。
1756年には、新たに92門の大砲が砲台に追加された。

### 植民地/アメリカによる支配：1775年 – 1776年
1765年印紙法が引き金となったアメリカ大陸の植民者たちの反乱において、この砦は格好の標的となり、砲台の大砲は破壊された。
アメリカ独立戦争においては、植民者たちがイギリス帝国からの離脱を宣言したアメリカ独立宣言より前に、ジョージ・ワシントンに率いられた植民地軍が1775年に砦を奪取した。ロングアイランドの戦いの前、1776年7月には、砦の大砲がイギリス側のフリゲートと砲火を交えた、9月2日から9月14日にかけて、砦と、ガバナーズ島のイギリス側の大砲との間で放火が交えられた。

### イギリスによる支配：1776年 – 1783年
9月になると、イギリス側は砦とロウアー・マンハッタンを奪取し、戦時中ずったこの砦からニューヨークを支配していた。

### アメリカによる支配：1785年 – 1790年
1783年11月25日、撤退の日 (Evacuation Day) に、アメリカ植民地軍はマンハッタンの砦を奪取した。1790年には、砦は解体され、跡地には、大統領官邸として使用することを意図して、ガバメント・ハウス (Government House) が建設された。　　
しかし、1798年には、新たな要塞の必要が明らかになり、大砲は一時的に要塞化されたバッテリー (the Battery) に移設された。結局、新たな要塞として、キャッスル・クリントンが、米英戦争（1812年の戦争）の直前に建設されることとなった。